# Joey Luthman

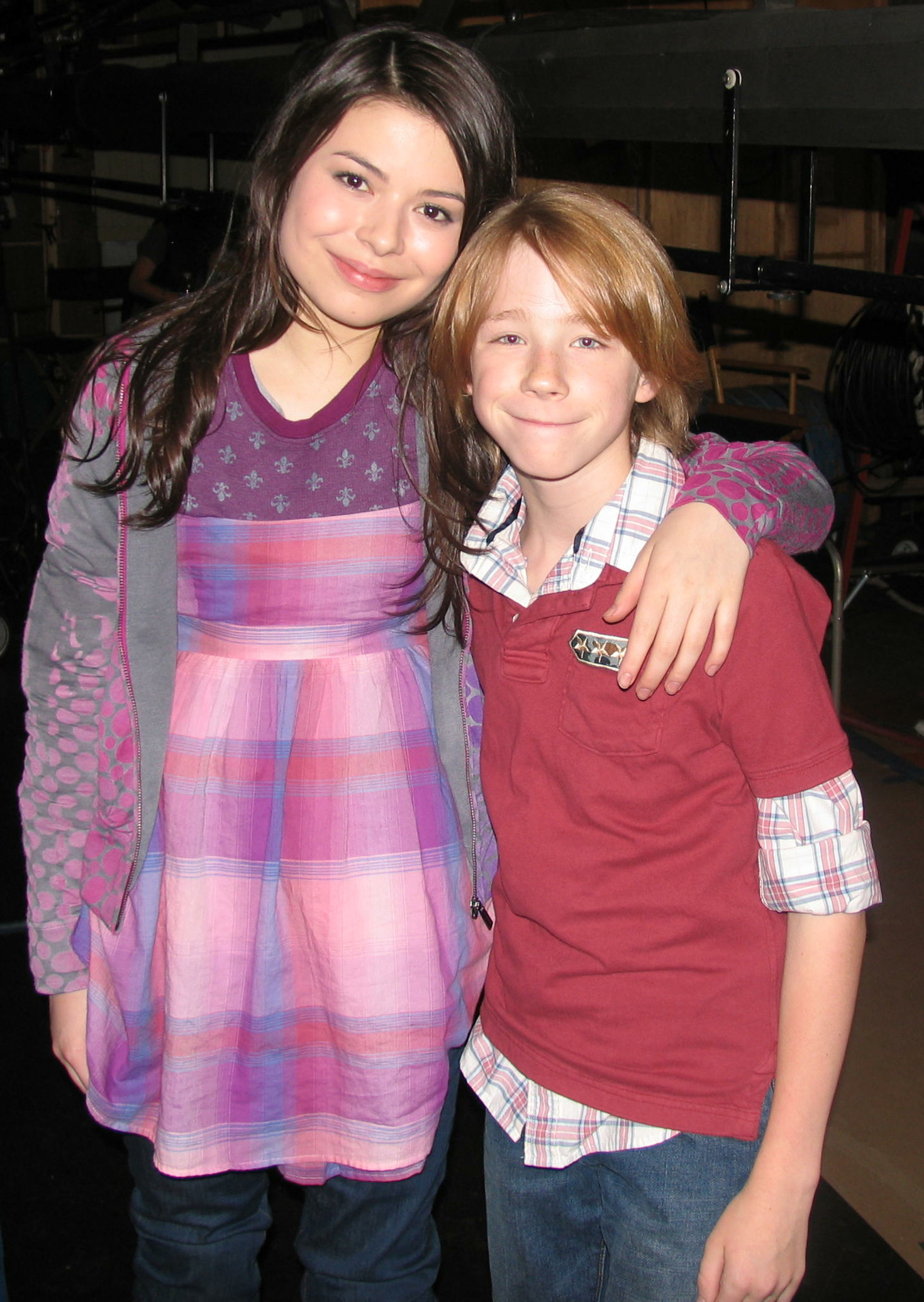
Miranda Cosgrove und Joey Luthman am Set von iCarly im Mai 2009

Joey Gregory Wagner Luthman (* 14. Januar 1997 in Dayton, Ohio) ist ein US-amerikanischer Schauspieler, bekannt durch seine zahlreichen Gastauftritte in Fernsehserien. Er ist auch unter seinen Namen Joseph Luthman und Joey Wagner Luthman bekannt.

## Leben
Joey Luthman wurde im Januar 1997 in Dayton im US-Bundesstaat Ohio als zweites von sieben Kindern geboren. Bereits im Alter von drei Jahren zeigte er Interesse an der Schauspielerei, so war er zwei Jahre später am Dayton Playhouse in einer Theaterproduktion des Nussknackers zu sehen. Nachdem er in Florida bei einer nationalen Talentshow entdeckt wurde, trat er in einer Episode der Tyra Banks Show auf. Es folgten 2007 die Hauptrolle als Adam im Kurzfilm The Whistler, ein Gastauftritt in der Serie Big Shots, sowie eine weitere Rolle im Kurzfilm The Lost Boy. 2008 absolvierte er unter anderem einen kurzen Gastauftritt in der elften Episode der zweiten Staffel von October Road, einen Auftritt in dem Kurzfilm Stars and Suns und eine fünf Episoden dauernde Nebenrolle als Rad Ferris in Showtimes Dramedy Weeds – Kleine Deals unter Nachbarn. Es folgten Episodenrollen in den beiden Fernsehserien Privat Practice und iCarly sowie Rollen in den beiden Kurzfilmen Suppressant und Save the Skeet. Einen weiteren Auftritt hatte er in David Zuckers Film Big Fat Important Movie mit Kevin Farley und Kelsey Grammer in den Hauptrollen. Bei den Young Artist Awards 2009 und 2010 konnte er von fünf Nominierungen zwei Awards in den Kategorien Best Performance in a TV Series – Guest Starring Young Actor und Best Performance in a Short Film – Young Actor gewinnen. 2010 kam er in Episodenrollen in den Serien Ghost Whisperer – Stimmen aus dem Jenseits und The Forgotten – Die Wahrheit stirbt nie, sowie im Kurzfilm Mad Dog and the Flyboy zum Einsatz. Dafür erhielt er 2011 bei der Verleihung der Young Artist Awards zwei Nominierungen. Zuletzt stand Luthman für die Komödie Bad Teacher und jeweils einer Episode der Comedyserie New Girl mit Zooey Deschanel in der Hauptrolle und der Nickelodeon-Jugendserie How to Rock vor der Kamera.

## Filmografie (Auswahl)
- 2007: The Whistler (Kurzfilm)
- 2007: Big Shots (Fernsehserie, Episode 1x05)
- 2007: The Lost Boy (Kurzfilm)
- 2008: October Road (Fernsehserie, Episode 2x11)
- 2008: Stars and Suns (Kurzfilm)
- 2008: Weeds – Kleine Deals unter Nachbarn (Weeds, Fernsehserie, fünf Episoden)
- 2008: Big Fat Important Movie (An American Carol)
- 2008: Eleventh Hour – Einsatz in letzter Sekunde (Eleventh Hour, Fernsehserie, Episode 1x02)
- 2008–2009: Private Practice (Fernsehserie, zwei Episoden)
- 2008–2010: iCarly (Fernsehserie, drei Episoden)
- 2009: Suppressant (Kurzfilm)
- 2009: Miss March
- 2009: Save the Skeet (Kurzfilm)
- 2010: Ghost Whisperer – Stimmen aus dem Jenseits (Ghost Whisperer, Fernsehserie, Episode 5x15)
- 2010: The Forgotten – Die Wahrheit stirbt nie (The Forgotten, Fernsehserie, zwei Episoden)
- 2010: Mad Dog and the Flyboy (Kurzfilm)
- 2011: Bad Teacher
- 2011: New Girl (Fernsehserie, Episode 1x05)
- 2012: How to Rock (Fernsehserie, Episode 1x12)
- 2013: Chosen (Fernsehserie, sechs Episoden)
- 2013: Grey’s Anatomy (Fernsehserie, Episode 10x03)
- seit 2014: Astrid Clover (Fernsehserie)
- 2014: Die Goldbergs (Fernsehserie, zwei Episoden)
- 2014: Modern Family (Fernsehserie, Episode 5x16)
- 2014: 10.0 – Das Erdbeben-Inferno (10.0 Earthquake)
- 2014: Finders Keepers (Fernsehfilm)
- 2015: General Hospital (Fernsehserie, vier Episoden)
- 2015: Short Girls Club (Fernsehserie, sechs Episoden)
- 2015: Instant Mom (Fernsehserie, zwei Episoden)
- 2016: Strings (Fernsehserie, zehn Episoden)
- 2016: Hawaii Five-0 (Fernsehserie, Episode 7x10)
- 2017: Chicago Med (Fernsehserie, Episode 2x20)
- 2017: The Long Road Home (Fernsehserie, zehn Episoden)

## Auszeichnungen und Nominierungen
| Jahr | Auszeichnung       | Für                                        | Kategorie                                                                 | Resultat  |
| ---- | ------------------ | ------------------------------------------ | ------------------------------------------------------------------------- | --------- |
| 2009 | Young Artist Award | Weeds – Kleine Deals unter Nachbarn        | Best Performance in a TV Series – Recurring Young Actor                   | Nominiert |
| 2009 | Young Artist Award | Stars and Suns                             | Best Performance in a Short Film – Young Actor                            | Nominiert |
| 2009 | Young Artist Award | Private Practice                           | Best Performance in a TV Series – Guest Starring Young Actor              | Gewonnen  |
| 2010 | Young Artist Award | iCarly                                     | Best Performance in a TV Series – Guest Starring Young Actor 13 and Under | Nominiert |
| 2010 | Young Artist Award | Save the Skeet                             | Best Performance in a Short Film – Young Actor                            | Gewonnen  |
| 2011 | Young Artist Award | Mad Dog and the Flyboy                     | Best Performance in a Short Film – Young Actor                            | Nominiert |
| 2011 | Young Artist Award | Ghost Whisperer – Stimmen aus dem Jenseits | Best Performance in a TV Series – Guest Starring Young Actor 14-17        | Nominiert |